# Aney wad Nyakwac
Aney Nyakwac Kudit
Aney wad Nyakwac (ou Aney, fils de Nyakwac, fils de Kudit) est le dix-huitième souverain du peuple Shilluk, une ethnie africaine du Soudan du Sud fondée par le demi-dieu Nyikang. Aney a probablement exercé son pouvoir entre les années 1820 et 1825. Ces dates sont approximatives car faute de sources écrites pour cette période, seule la tradition orale peut être évoquée comme source historique.

## Sagesse
Le roi Aney est dans l'histoire shilluk un roi d'exception en ayant été plus porté vers la paix que vers la guerre. Son court règne, seulement quelque cinq années, ne lui a cependant pas permis d'apporter au peuple, sur la longue durée, les lumières de sa sagesse. La tradition rapporte qu'Aney convoqua, un jour, ses fils auprès de lui. Il donna à chacun d'eux une hache, une lance et une binette. Il leur dit ensuite: 

« Vous avez entre vos mains les symboles de la paix ! Usez de ces outils ! Construisez des huttes avec vos haches, harponnez des poissons avec vos lances. Avec vos binettes, cultivez les champs ! Restez calme et en paix ! N'aspirez pas aux honneurs et à la richesse ! Ne cédez pas à la tentation de combattre afin de devenir roi. Il n'y a pas un jour où le souverain peut devenir la victime de l'envie! »

## Assassinat
Dès le début de son règne, le roi Aney se trouva en conflit avec son demi-frère le prince Anyimo auquel leur père, le roi Nyakwac, avait promis la succession. Écarté du trône par les grands du royaume, Anyimo en conçut une grande rancœur et décida finalement d'envoyer ses sbires assassiner Aney. Un jour, alors que le roi se rendait à Fachoda avec ses ministres, un tueur surgit hors des hautes herbes et frappa le souverain avec sa massue. En voyant l'attentat, les ministres coururent vers la capitale et crièrent au peuple: « Le vent a renversé le roi ! » Des guerriers s'élancèrent auprès de leur maître. Ils le trouvèrent sans connaissance et le portèrent vers le palais. Selon la coutume, constatant que le roi était dans l'incapacité de remplir sa charge, des membres de la caste des Ororo l'étouffèrent rituellement.

## Culte funéraire
Le temple funéraire du roi Aney se trouve dans le village de Nyiyudo.